# Buffalo buffalo Buffalo buffalo buffalo buffalo Buffalo buffalo

Arbre sintàctic:
PN = nom propi
N = nom substantiu
V = verb
NP = sintagma nominal
RC = proposició relativa
VP = sintagma verbal
S = frase

«Buffalo buffalo Buffalo buffalo buffalo buffalo Buffalo buffalo» és una frase gramaticalment vàlida en anglès. S'utilitza com a exemple d'una construcció lingüística ambigua amb homònims. El seu significat és: «Els bisons de Buffalo, intimidats per bisons de Buffalo, intimiden els bisons de Buffalo».
La frase va ser construïda el 1972 per William J. Rapaport, professor de la Universitat de Buffalo.

## Construcció de la frase

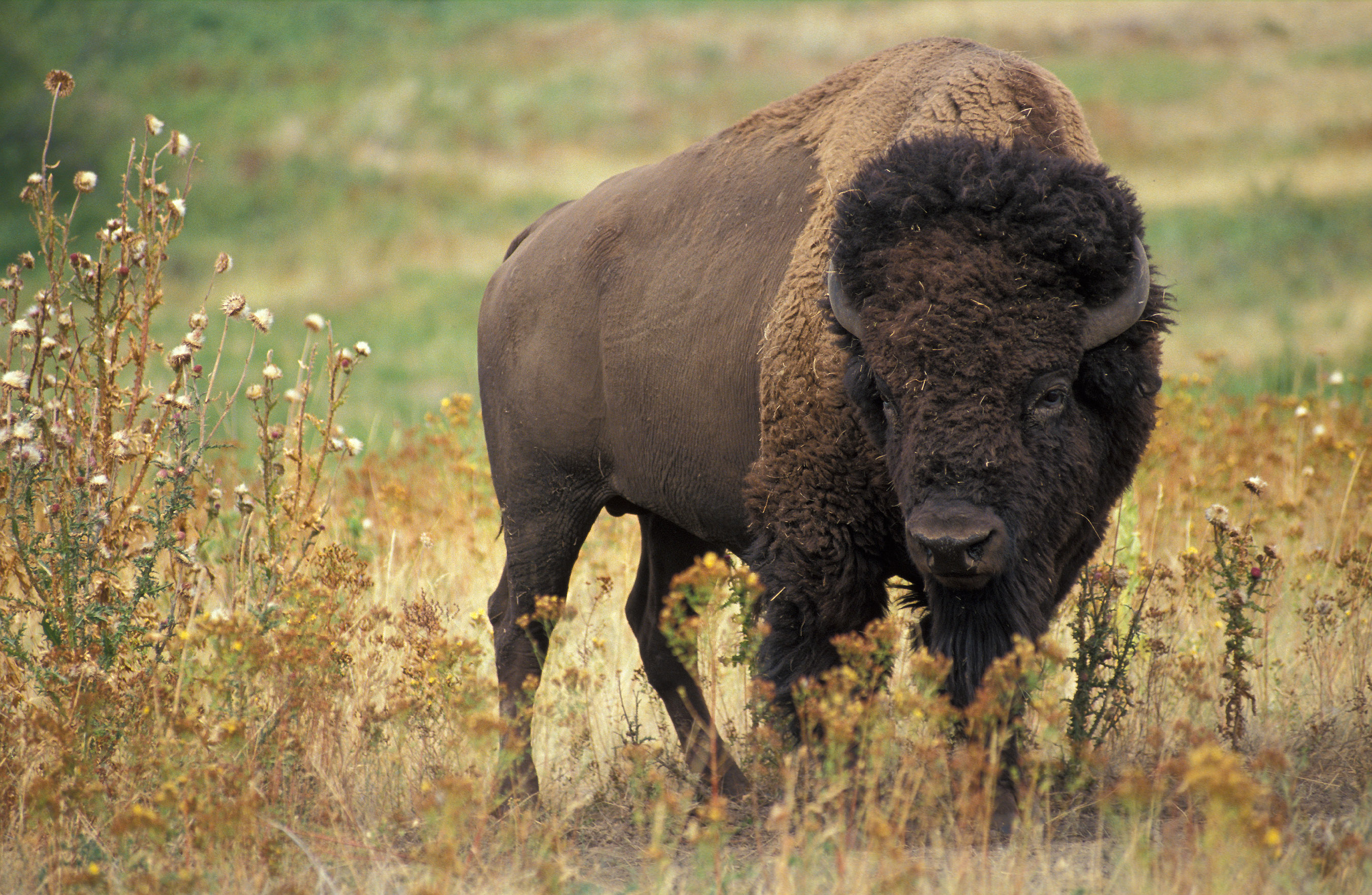
Bisó americà, anomenat també buffalo
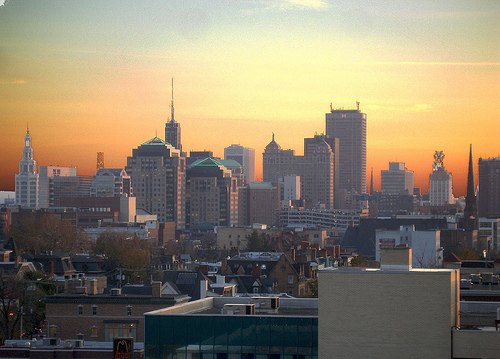
Buffalo, ciutat de l'estat de Nova York

La frase no té puntuació i utilitza tres significats diferents de la paraula buffalo:
- Com a nom propi, Buffalo, és una ciutat de l'estat de Nova York utilitzat en la frase com a complement nominal. També existeixen altres ciutats menors amb aquest nom en altres estats nord-americans.
- Com a nom comú, buffalo, és un búfal o comunament un bisó americà, que té la mateixa forma com a plural col·lectiu (també buffaloes o buffalos) utilitzat aquí per evitar l'article. En aquest cas, Buffalo buffalo, són els bisons de Buffalo, actualment només existents en el zoo.
- Com a verb, to buffalo, significa «caçar bisons» o en argot nord-americà «ser més llest, desconcertar, enganyar o intimidar». Del mateix origen és l'adjectiu en català «brúfol».

A continuació es marca cadascun dels significats en la frase:
Buffalonp buffalonc Buffalonp buffalonc buffalov buffalov Buffalonp buffalonc.
Així, la frase analitzada sintàcticament descriu una jerarquia social entre els bisons que viuen a Buffalo:
- [Those] (Buffalo buffalo) [whom] (Buffalo buffalo) buffalo, buffalo (Buffalo buffalo).
- [Those] buffalo(es) from Buffalo [that are] buffaloed by [other] buffalo(es) from Buffalo, [themselves] buffalo [still other] buffalo(es) from Buffalo.
- Els bisons de Buffalo, que són intimidats per altres bisons de la seva comunitat també intimiden per la seva banda altres bisons de la seva comunitat.

## Altres construccions
Es poden construir altres frases gramàticament correctes en anglès, encara que no necessàriament amb significat, amb paraules repetitives sempre que siguin alhora un plural col·lectiu invariable i un verb transitiu. Per exemple: police (policia i patrullar), fish (peix i pescar), smelt (un tipus de peix i fondre -un mineral-), people (gent i poblar).